# Дицмо
Дицмо је општина у Сплитско-далматинској жупанији, Република Хрватска.

## Историја
До територијалне реорганизације у Хрватској налазила се у саставу старе општине Сињ. Седиште општине је у насељу Крај.

## Становништво
На попису становништва 2011. године, општина Дицмо је имала 2.802 становника, од чега у седишту општине - насељу Крај 514.
| Број становника по пописима | Број становника по пописима | Број становника по пописима | Број становника по пописима | Број становника по пописима | Број становника по пописима | Број становника по пописима | Број становника по пописима | Број становника по пописима | Број становника по пописима | Број становника по пописима | Број становника по пописима | Број становника по пописима | Број становника по пописима | Број становника по пописима | Број становника по пописима |
| --------------------------- | --------------------------- | --------------------------- | --------------------------- | --------------------------- | --------------------------- | --------------------------- | --------------------------- | --------------------------- | --------------------------- | --------------------------- | --------------------------- | --------------------------- | --------------------------- | --------------------------- | --------------------------- |
| 1857.                       | 1869.                       | 1880.                       | 1890.                       | 1900.                       | 1910.                       | 1921.                       | 1931.                       | 1948.                       | 1953.                       | 1961.                       | 1971.                       | 1981.                       | 1991.                       | 2001.                       | 2011.                       |
| 2.489                       | 2.715                       | 2.744                       | 3.066                       | 3.240                       | 3.522                       | 3.595                       | 3.797                       | 3.581                       | 3.783                       | 3.990                       | 3.668                       | 3.331                       | 2.840                       | 2.657                       | 2.802                       |

Напомена: Настала из старе општине Сињ.